# اقاقیای ریش‌ریش
اقاقیای ریش‌ریش (نام علمی: Acacia fimbriata) نام یک گونه از سرده آکاسیا است.